# یواس‌اس اوسوی (اس‌پی-۱۲۰۸)
یواس‌اس اوسوی (اس‌پی-۱۲۰۸) (به انگلیسی: USS Ocoee (SP-1208)) یک کشتی بود که طول آن ۶۷ فوت ۶ اینچ (۲۰٫۵۷ متر) بود. این کشتی در سال ۱۹۱۱ ساخته شد.